# 劇場版ポケットモンスター セレビィ 時を超えた遭遇 ミュージックコレクション
『劇場版ポケットモンスター セレビィ 時を超えた遭遇 ミュージックコレクション』は、劇場版『劇場版ポケットモンスター セレビィ 時を超えた遭遇』、『ピカチュウのドキドキかくれんぼ』のサウンドトラック。2001年8月1日にメディアファクトリーから発売された。

## 概要
- 劇場版『ポケットモンスター セレビィ 時を超えた遭遇』と『ピカチュウのドキドキかくれんぼ』のサウンドトラック。
- CDジャケットには、サトシ、ピカチュウ、セレビィ、オーキド・ユキナリ、ビシャス、スイクン、バンギラスが描かれている。

## 収録曲
1. お屋敷
2. かくれんぼ（ドキドキ・スペシャル・ヴァージョン）
歌：Whiteberry
作詞：川村恵里加 / 作曲・編曲：たなかひろかず
劇場版『ピカチュウのドキドキかくれんぼ』オープニングテーマ
3. バカンス
4. 芝刈りクン激怒!
5. スーパー芝刈りクン2
6. 全員集合
7. まなつのだいさくせん!
歌：遠藤久美子
作詞：戸田昭吾 / 作曲・編曲：たなかひろかず
劇場版『ピカチュウのドキドキかくれんぼ』エンディングテーマ
8. 森の伝説のテーマ
9. ビシャスのテーマ
10. 劇場版ポケットモンスタータイトルテーマ
11. めざせポケモンマスター2001
歌：松本梨香
作詞：戸田昭吾 / 作曲：たなかひろかず / 編曲：CHOKKAKU
劇場版『ポケットモンスター セレビィ 時を超えた遭遇』オープニングテーマ
12. 飛行〜伝説へ
13. セレビィの復活
14. サトシ、ユキナリ友情のテーマ
15. ゴーレムセレビィ
16. スイクンのテーマ
17. セレビィいっぱい
18. 明日天気にしておくれ
歌：藤井フミヤ
作詞：藤井フミヤ / 作曲：たなかひろかず / 編曲：富田素弘
劇場版『ポケットモンスター セレビィ 時を超えた遭遇』エンディングテーマ